# Мохаммед Гамбо
Мохаммед Гамбо (англ. Mohammed Gambo, нар. 10 березня 1988, Кано) — нігерійський футболіст, нападник клубу «Кано Пілларс».

## Клубна кар'єра
У дорослому футболі дебютував 2008 року виступами за команду клубу «Кано Пілларс», кольори якої захищає й донині.

## Виступи за збірну
2013 року дебютував в офіційних матчах у складі національної збірної Нігерії. 
У складі збірної був учасником розіграшу Кубка конфедерацій 2013 року у Бразилії.
Наразі провів у формі головної команди країни 1 матч.